# 拉萨尔沃塔洛拉盖
拉萨尔沃塔洛拉盖（法語：La Salvetat-Lauragais，法語發音：[la salvəta loʁaɡɛ]）是法国上加龙省的一个市镇，属于图卢兹区。

## 地理
拉萨尔沃塔洛拉盖（43°32'32"N, 1°47'44"E）面积3.66 平方千米，位于法国奧克西塔尼大區上加龙省，该省份为法国西南部内陆省份，西南端与西班牙接壤，自此顺时针与上比利牛斯省、热尔省、塔恩-加龙省、塔恩省、奥德省和阿列日省接壤。
与拉萨尔沃塔洛拉盖接壤的市镇（或旧市镇、城区）包括：勒法热、阿尔比亚克、旺迪内勒河畔欧里亚克、卡拉芒。

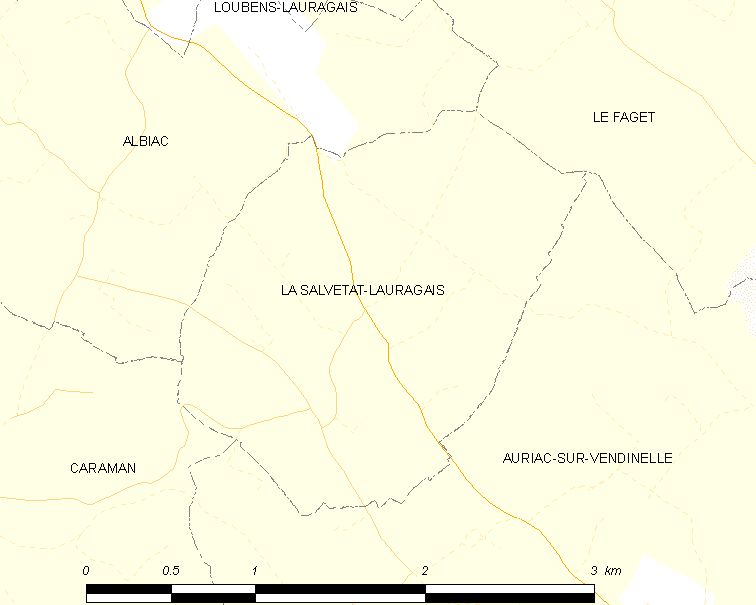
拉萨尔沃塔洛拉盖的OSM定位图

拉萨尔沃塔洛拉盖的时区为UTC+01:00、UTC+02:00（夏令时）。

## 行政
拉萨尔沃塔洛拉盖的邮政编码为31460，INSEE市镇编码为31527。

## 政治
拉萨尔沃塔洛拉盖所属的省级选区为勒韦勒县。

## 人口

1962-2008年间拉萨尔沃塔洛拉盖人口变化图示

拉萨尔沃塔洛拉盖于2022年1月1日时的人口数量为149人。